# Cladopathidae
Famille
Les Cladopathidae sont une famille de cnidaires anthozoaires de l'ordre des Antipatharia.
Ils sont appelés coraux noirs en raison de la couleur noire - brun foncé de leur squelette. La plupart des espèces de cette famille vivent en eaux profondes, en dessous de 210 m.

## Liste des genres
Cladopathidae comprend les sous-familles et genres suivants :
Selon ITIS (9 décembre 2015) :
- sous-famille des Cladopathinae Kinoshita, 1910
- sous-famille des Hexapathinae Opresko, 2003

Selon World Register of Marine Species (9 décembre 2015) :
- sous-famille des Cladopathinae Kinoshita, 1910
  - genre Chrysopathes Opresko, 2003
  - genre Cladopathes Brook, 1889
  - genre Trissopathes Opresko, 2003
- sous-famille des Hexapathinae Opresko, 2003
  - genre Heteropathes Opresko, 2011
  - genre Hexapathes Kinoshita, 1910
- sous-famille des Sibopathinae Opresko, 2003
  - genre Sibopathes Van Pesch, 1914

## Habitat et répartition
Ces coraux se trouvent dans les bassins océaniques de l'Atlantique et l'Indo-Pacifique dans les eaux tropicales aux eaux tempérées ou froides de l'Antarctique en Alaska.
Leur plage de profondeur est comprise entre 210 et 4 667 m, dans des zones avec des courants et avec une gamme de températures comprises entre 0,04 et 20,42 °C.
Ils se trouvent principalement en eau profonde parce qu'ils ne disposent pas de zooxanthelles dans leurs tissus, de sorte qu'ils n'ont pas besoin de lumière et nécessitent des zones riches en plancton pour se nourrir.

## Source
- (es) Cet article est partiellement ou en totalité issu de l’article de Wikipédia en espagnol intitulé « Cladopathidae » (voir la liste des auteurs).